# Bab Taza
Bab Taza (en arabe : باب تازة) est une ville du Maroc. Elle est située dans la région de Tanger-Tétouan-Al Hoceïma.C’est une ancienne ville du Maroc, connu pour son marché.